# كنيسة بانتان (مترو باريس)
كنيسة بانتان (بالفرنسية: Église de Pantin)‏ هي محطة مترو تابعة لمترو باريس تقع في فرنسا في بانتان.[بحاجة لمصدر]